# Estimat de Toà

L'Estimat de Toà, respecte del terme d'Abella de la Conca

L'Estimat de Toà és un territori del terme municipal d'Abella de la Conca, a la comarca del Pallars Jussà.
Està situat a la part mitjana-alta del Clot de les Moreres, al vessant sud-oriental del Gallinova. Són les terres situades immediatament a ponent de Casa Toà.
Es tracta d'un pendís boscós, pertanyent a Casa Toà.

## Etimologia
En diferents indrets de Catalunya, entre ells els Pallars, el terme estimat serveix per a designar un tros de territori, habitualment poc productiu, que pertany a un propietari concret, que dona lloc a la segona part del topònim. En aquest cas es tracta de territori de Casa Toà.